# Tú vendrás a juntar mis días
Tú vendrás a juntar mis días «es una canción compuesta en 1997 por el músico argentino Luis Alberto Spinetta, interpretada por la banda Spinetta y los Socios del Desierto en el álbum Estrelicia MTV» Unplugged de 1997, segundo de la banda y 26º en el que tiene participación decisiva Spinetta. 
Spinetta y los Socios del Desierto fue un trío integrado por Marcelo Torres (bajo), Daniel Wirtz (batería) y Luis Alberto Spinetta (guitarra y voz). En el recital unplugged de MTV la banda estuvo acompañada por el Mono Fontana (teclados) y Nico Cota (percusión).

## Contexto
El tema pertenece al álbum que registró el recital de Spinetta transmitido en octubre de 1997 en el célebre programa MTV unplugged. Spinetta se presentó con su banda Spinetta y los Socios del Desierto, que integró junto a Marcelo Torres (bajo) y Daniel Wirtz (batería). El trío fue acompañado en esa ocasión por el Mono Fontana (teclados) y Nico Cota (percusión). Spinetta realizó también algunos temas como solista.
Ese mismo año Spinetta había logrado doblegar a la industria discográfica, que durante dos años se había negado a reconocer el valor que Spinetta reclamaba por el álbum doble Spinetta y los Socios del Desierto, grabado en 1995, además de pretender limitarlo a un solo disco, álbum que sería considerado como una "cumbre" de la última etapa creativa de Luis Alberto Spinetta.
El recital coincide con un momento del mundo caracterizado por el auge de la globalización y en Argentina coincide con un momento de profundo cambio social, con la aparición de la desocupación de masas -luego de más de medio siglo sin conocer el fenómeno, la criminalidad -casi inexistente hasta ese momento-, la desaparición de la famosa clase media argentina y la aparición de una sociedad fracturada, con un enorme sector precario y marginado, que fue la contracara del pequeño sector beneficiado que se autodenominó como los "ricos y famosos". A ese entorno desolador se refería Spinetta cuando hablaba del "desierto".
Con respecto a su vida personal, en 1995 Spinetta había establecido una relación amorosa con Carolina Peleritti, que lo llevó a divorciarse en medio del acoso de la prensa amarilla, llegando a aparecer durante una persecución en la que no pudo eludir a los fotógrafos, con un cartel colgado al cuello en el que decía "Leer basura daña la salud; lea libros", obligando así a los fotógrafos a publicar ese mensaje. En 1997 la relación con Peleritti ya era pública y se extendería hasta 1999.

## El tema
Es el quinto track del CD. Es uno de los seis temas inéditos que Spinetta ejecutó en el recital unplugged de la MTV. Se trata de una canción de amor compuesta cuando Spinetta mantenía una relación amorosa con Carolina Peleritti. Oscar Jalil, de la revista Rolling Stone, destaca la "cadencia romántica" de la canción.
La versión está interpretado por Spinetta y los Socios del Desierto (Luis en voz y guitarra electro-acústica, Daniel Wirtz en batería y Marcelo Torres en bajo acústico), acompañados por el Mono Fontana en teclados (piano y órgano) y Nico Cota en percusión.
Para BuzzFeed la canción fue la mejor del unplugged de Spinetta. La letra está relatada en segunda persona y dirigida a su "amor":

Sé que cada instante
no parece realidad.
No puedo ya moverme
sin tus ojos, amor.

Sé que si me pierdo,
me pierdo de verdad,
mi vida yo te pido
que vuelvas enseguida
hacia mí.

Pues solo tú vendrás
a juntar mis días.
"Tu nombre sobre mi nombre" (fragmento)